# Rhythm on the Reservation
Rhythm On The Reservation es un corto de animación estadounidense de 1939, el último de la serie de Betty Boop. Fue producido por los estudios Fleischer y distribuido por Paramount Pictures.

## Argumento
Betty Boop llega a una reserva india con el coche de su banda de swing, donde transporta los instrumentos musicales. Los indios los cogen, dándoles una utilidad práctica no musical, hasta que Betty les muestra el correcto uso de ellos.

## Producción
Rhythm On The Reservation es la octogésima octava y última entrega de la serie de Betty Boop y fue estrenada el 7 de julio de 1939.